# (7079) Baghdad
(7079) Bagdad ist ein Asteroid des inneren Hauptgürtels, der am 5. September 1986 vom belgischen Astronomen Eric Walter Elst und seiner bulgarischen Kollegin Violeta G. Ivanova am Rožen-Observatorium südöstlich der Stadt Tschepelare (IAU-Code 071) auf dem Berg Roschen (bulg. връх Рожен) im Rhodopen-Gebirge in Bulgarien entdeckt wurde.
Der Asteroid wurde am 10. November 2003 nach der irakischen Hauptstadt Bagdad benannt, die am 30. Juli 762 von dem Abbasiden al-Mansur als neue Hauptstadt des Kalifats am Knotenpunkt zahlreicher Handelsstraßen und der fruchtbaren Anbaugebiete gegründet wurde und bis heute durch die Geschichten aus Tausendundeiner Nacht bekannt ist.